# Mose och Lambsens wisor
Mose och Lambsens wisor är exempel på en tidig version av väckelserörelsens och frikyrkornas psalmer. De övergripande rubrikerna berättar om vad man ansåg var viktigt att sjunga om i religiöst hänseende under denna tid; ämnen som ansluter till Kyrkoåret från Jesu födelse, lidande och död; ämnen som rör människans dagliga liv, arbete och möda; liv, sjukdom och död; synd, ånger, kyskhet; tacksägelse; dygnets, veckans och årets gång, måltider och vädjanden inför nöd.
Psalmtitlarna däremot beskriver mer om hur man uttryckte sin religiösa känsla. Genom lovsånger kunde man uttrycka sin beundran inför allt skönt livet erbjuder, sin beundran inför Jesu liv och död, sitt hopp om undvikande av död och hopp om ett evigt liv. Med psalmsång kunde ånger och bön om förlåtelse uttryckas för att lindra samvetskvalen.
Mose och Lambsens wisor utkom första gången 1717 och har kallats "vår första helt för privatbruk avsedda sångsamling". Den innehöll då 61 sånger. Den ursprungliga titeln utan 'b' var Mose och lamsens wisor, vilket är ett citat ur Uppenbarelseboken 15:3 där de som segrat över Vilddjuret sjunger Mose och Lammets lov. Bakom samlingen stod Georg Lybecker m.fl. och psalmboken innehåller utöver psalmer även andliga visor från tyska översättningar.  Den fanns i minst 19 utgåvor fram till 1868, enligt Oscar Lövgrens Psalm- och sånglexikon (1964). Lövgren uppger också att den var mycket vanligt förekommande i den dåtida väckelserörelsen.
En utgåva, tryckt i frakturstil, hos Gabriel Björckegren i Linköping 1743 har 136 onumrerade psalmer över 355 sidor.  Versionen från 1743 är sammanbunden Evangeliske Läro- och Böne-Psalmer 1743, som omfattar ytterligare 351 sidor plus ett alfabetiskt register över denna senare del. Förfarandet, att binda samman två eller flera verk inom samma pärmar, var vanligt då böcker var en exklusiv vara enbart för dem som hade råd att köpa dem. Det är en utgåva från 1743 som är källa till denna artikels innehåll. 
Den första delens, Mose och lambsens wisor,  fullständiga titel lyder: Mose och lambsens wisor, å nyo uplagde och förökte. Kompletterat med: Evangeliske läro- och böne-psalmer, eller: andelige sånger, öfwer alla sön-, fäst- och helgedags evangelier, som hela åhret igenom äro brukelige. Å nyo uplagde, med större tilökning.
Flertalet av psalmerna har en anvisning om till vilken melodi texten bör sjungas. Författare och kompositörer är inte angivna. I några fall hänvisas till de texter i Bibeln, som psalmen vilar på.  Psalmerna är indelade i avsnitt efter deras karaktär. Många av psalmerna innehåller numrerade 30-40 verser, då oftast väldigt korta och bör närmast kallas strofer.

## Psalmförteckning i nummerordning

### Öfwer Wårs HErras JEsu Födelse
- 1 Hwad är jag ser J krubban ligga ner
- 2 WI wele, tig til ähra. Melodi: Christus then rätte HErren
- 3 GUD! som kärlek äst.  Melodi: O Durchtbrecher aller Bande
- 4 Tu som vtaf början från ewiga tider.  Melodi: Es glätzet der Christen,

### Öfwer Nästa Söndagen efter Juhl
- 5 O Söte JEsu jag har känt mitt hierta brinna

### Öfwer Nyåhret
- 6 Ett steg till ewigheten. Melodi: Min högsta Skatt, O JEsu kär!
- 7 Thetta åhr war aldrig förr.  Melodi: Ach! min Siäl haf luftigt mod

### Om JESU Dop
- 8 Man ser ett vnderwärck. Melodi:  O GUD! O GUD! så from

### En bönesuck
- 9 En Bönesuck

### En Trettondedags-Psalm
- 10 Hwar äst tu nu, tu Juda-Konung.  Melodi: Min siäl och sinne låt Gud råda.

### Första Söndagen efter Trettondedagen
- 11 JEsu mitt exempel.  Melodi: JEsus är min hägnad

### Öfwer Söndagen Septuagesima
- 12 O Store Jehovah.  Melodi: O GUD! O GUD! så from

### Öfwer Fastlags-Söndagen
- 13 Ach JEsu! wi här höra få.  Melodi: Min högsta skat, O JEsu kär

### ÖfwerJob 13:4JESUS stod upp af Nattwarden
- 14 Hjelp mig at lägga af mitt egit sinnes kläder.  Melodi: Then wederwärdighet.
- 15 Jag må wäl blygas

### Om JEsu Lidande
- 16 Jag lyfter up med ängsligt hierta.  Melodi: Hör til O höga Himla-Konung
- 17 O lifsens must, O Siäla-Lust.  Melodi: ACH! hiertans we, at jag
- 18 HWad tog PIlatus?
- 19 O Törne-Krona!
- 20 Jesu!! låt mig se i trona.  Melodi: HErre, medan tu tig döljer
- 21 O Hielte hwit och röd!.  Melodi: O GUD! O GUD! så from

### På Mariae Bebodelse-Dag
- 22 Si! nu alt efter Guds behag.  Melodi: Si! JEsus är ett tröstrikt Namn

### Om Christi Upståndelse
- 23 O Jesu wår öfwerste Präst.  Melodi: Si! JEsus är ett tröstrikt Namn
- 24 Wak vp, min siäl, si nattens timmar.  Melodi:
- 25 O! JEsu Christe, Segerhielte
- 26 O! JEsu kom til osz
- 27 Hwi söken j then lefwand' bland the döda?

### Om then Helga Anda
- 28 Ach, hiertans JEsu se
- 29 Helge Ande liufwa
- 30 Oändlighet af lust och frögd

### Then Första konung Davids PsalmPsaltaren 1
- 31 Säll är then som ej med andra
- 32 Som en hiort, när solens heta
- 33 O JEsu Christ! wår bäste wän
- 34 JEsu wänner sorgse få

### Om Menniskans Förderf och Elände
- 35 Nu had' then wrånga hop min JEsu händer bunnit
- 36 Mitt sorg-bebundna hierta
- 37 Min siäl! hwad wil här blifwa?

### Om Bättringen
- 38 Flyten ymnigt mina tårar
- 39 Ach! HErre, wår GUD, se tu til wår nöd
- 40 Waker nu vp och bättring giören
- 41 Min siäl brist vt i idel smärta
- 42 Tag bort från mig min swåra synda-börda
- 43 Si! för tina fötter ligger
- 44 Jag är försänkt i syndens dy och äfja
- 45 Med sorgfullt hierta jag beklagar
- 46 O JEsu tu äst min
- 47 O GUD gif osz tin Andas nåd

### Om Bönen
- 48 O JEsu full af nåd, all godhets springe-källa
- 49 HEligste wår Fader, Altid nögd och glader
- 50 Si! jag kommer, Konung frommer
- 51 ABba, hiertans Fader god
- 52 HÖgste Prest! tu som har tig Gudi offrat sielf för mig

### Om Hel. Nattwarden
- 53 Nu min siäl, min krafft, mitt sinne
- 54 Kläd tig prächtigt

### Om Then lefwande Tron
- 55 Ach! hwad wäller? at måst alla
- 56 Tu qwinnors krona, Christi brud!
- 57 I Mina Systrar stån på wacht

### Om JEsu Efterföljelse
- 58 HEligste JEsu, lifsens Förste
- 59 Then smala wäg är nog til wandring breder

### Brudens Längtan
- 60 Kom, O JEsu, JEsu kom
- 61 Bli wår brudgum
- 62 O JEsu! huru söt tin kärlek söta
- 63 JEsu min längtan!
- 64 Tag in min siäl, tag in mitt sinne
- 65 Hur liufligt är med tig
- 66 O! At jag fick min JEsum skåda

### Om Andelig Waksamhet
- 67 HJertans JEsu, lär mig rätt be och waka
- 68 Waker vp i Christne tröge
- 69 FRidsförste statt osz bi

### Upmuntring til at betrachta wår dödelighet
- 70 O Menniska! tänck wäl therpå

### Om Kärlekens rätta Beskaffenhet
- 71 På tal är ingen brist, nog hörer man folcket tala
- 72 Jag släpper JEsum ej

### Om En sann Ödmiukhet
- 73 O JEsu tag mig op bland tina såta wänner

### Om Guds Försyn
- 74 Hwi wilt tu för morgon börja

### Om Werldens Fåfengelighet
- 75 MIn JEsu är mitt enda nöje
- 76 Bort werld! tin flärd kan mig ej glädia
- 77 Fåfängligt är alt head som werlden skänker

### Öfwer Påsken
- 78 Wächtare, hwad lider natten?

### Om Andelig Kamp, Strid och Seger
- 79 JEsu hielp segra, tu lifsförste Dyra
- 80 HErre stilla tu mitt hierta
- 81 Vp, vp I Chisti barn
- 82 Min JEsu hör
- 83 Min Siäl sig til sitt vrsrung wänder
- 84 At wara Christen är nog swårt
- 85 Then som i Christo tänker winna
- 86 Skaffer, skaffer, arme Siälar

### Zions Klagan
- 87 Ach! JEsu Christ, Guds ende son
- 88 Store ImmanuEl! Nådigast skåda

### Zions Hopp
- 89 Up Guds barn, och er nu gläder!
- 90 Min JEsu! tu som mig En ewig lust

### Om Kyskhet
- 91 O GUD, som helig äst, osz bör ock helig lefwa

### Om Et Christeligit Lefwerne
- 92 Gå wägen ända fram, och aldrig se tilbaka
- 93 Hemställ tin wägar HErran
- 94 I Frögd samt Nöd och wåda

### Om then gode Herdens JEsu letande efter sitt borttappade Får. Siälen
- 95 Hwar är mitt får, som giör mig smärta
- 96 Thet är min tröst, at tu, Guds Lamm
- 97 GUds Lamm! tu syndare vndfå

### Om Kärleken til JEsum. Siälen
- 98 Jag älskar tig JEsu af hiertat för alla

### Om Frögd i GUDI
- 99 Söte JESU, glädje-källa!
- 100 Thet dyra JEsu Namn allena
- 101 All ting JESUS har i händer
- 102 JEsu tu min Siäla-Skatt
- 103 Hjertans Immanuel, som mig intagit
- 104 Gif tig vp, min siäl, til GUD
- 105 För hwad orsak skal jag qwida

### Then trogna Siälens samtal med JESU. Siälen
- 106 Af titt winträs himla-safter

### Then Trogna Siälens Hiert-Offer
- 107 Tu, min JESU, äst mitt klenod och min skatt
- 108 Min GUD! se här mitt hierta är

### Om En sann och falsk Christendom
- 109 En Christen heter tu
- 110 Ach menniska! erkänn doch rätt

### Om Anfächtning
- 111 Immanuel! hwem kan tin nåd nog prisaz
- 112 GUD! på the fiender gif acht

### Om Tolamod och Beständighet
- 113 War ej orolig, men förnögder

### Om Helgelse
- 114Hur' få beflita sig om hiertans rätta rening

### Lof-Sånger
- 115 Lofsiunger HErran then högsta all
- 116 Tack, lof och pris til ewig tid
- 117 Nu tacker HErran mild och kiär

### Måltids-Psalmer
- 118 Nu kommer tu igen
- 119 Gode Fader, som osz ger
- 120 Tu vrsprung af alt godt
- 121 HErre, som osz låtit smaka

### Morgon-Psalmer
- 122 Jag waknar JEsu nu
- 123 O JEsu! som äst wår ewiga ro
- 124 Tu lifsens lius, o JEsu kiär
- 125 JEsu liufwa siäla-wän
- 126 GUD, som dag och natt osz gifwit

### Afton-Psalmer
- 127 Wår pilgrims färd nu til sin ända lider
- 128 En dag nu åter är til ända
- 129 Nåde-Sol o JEsu kiära
- 130 O Fader! som här giordt

### Om thet ewiga Lifwet
- 131 BRudgummen lär oss snart kalla
- 132 O Ähregirighet! all' lasters Mor och källa
- 133 JEsu, tu Guds Lam!
- 134 O GUD ! tu har tig nog förklarat
- 135 Min JEsus är min Skatt

### Om GUds Wäsende och Egenskaper
- 136 Vp, vp min siäl, nu redo war